# میدویل (آیداهو)
میدویل(به انگلیسی: Midvale) شهری در شهرستان واشینگتون ایالت آیداهو است که جمعیت آن در سرشماری سال ۲۰۱۰ میلادی ۱۷۱ نفر بوده است.

## موقعیت جغرافیایی
موقعیت جغرافیایی شهرها و مناطق اطراف به شرح زیر است: